# 斯瓦特山脈

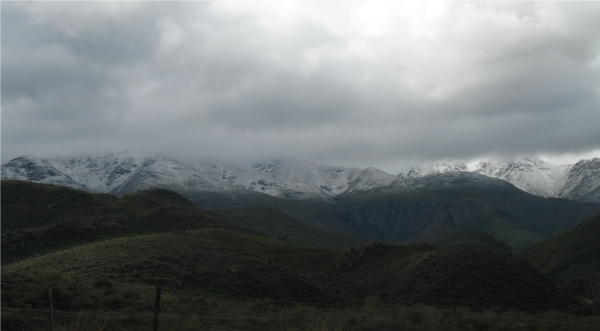

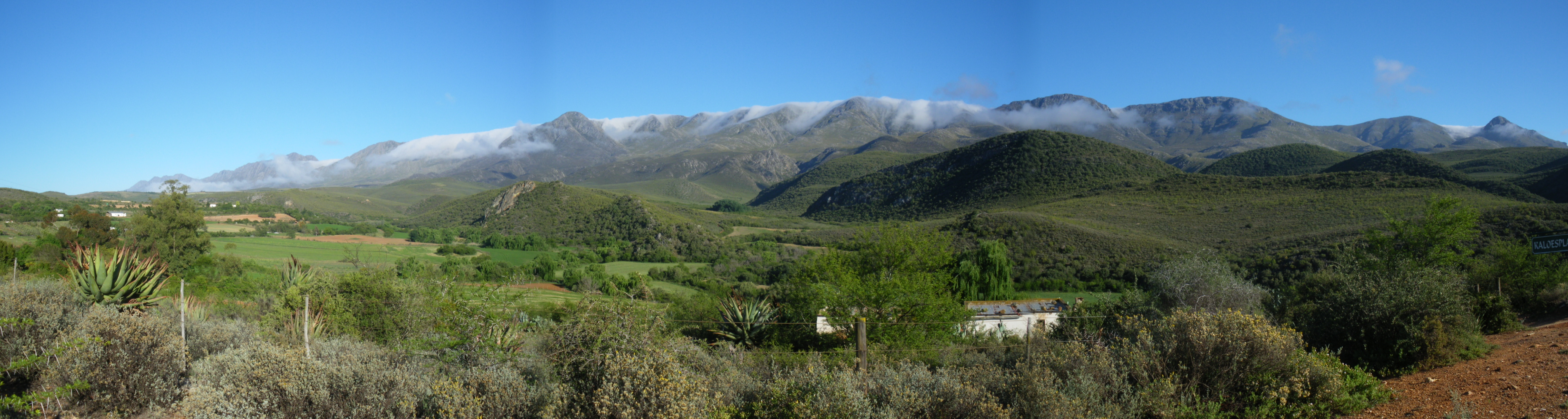

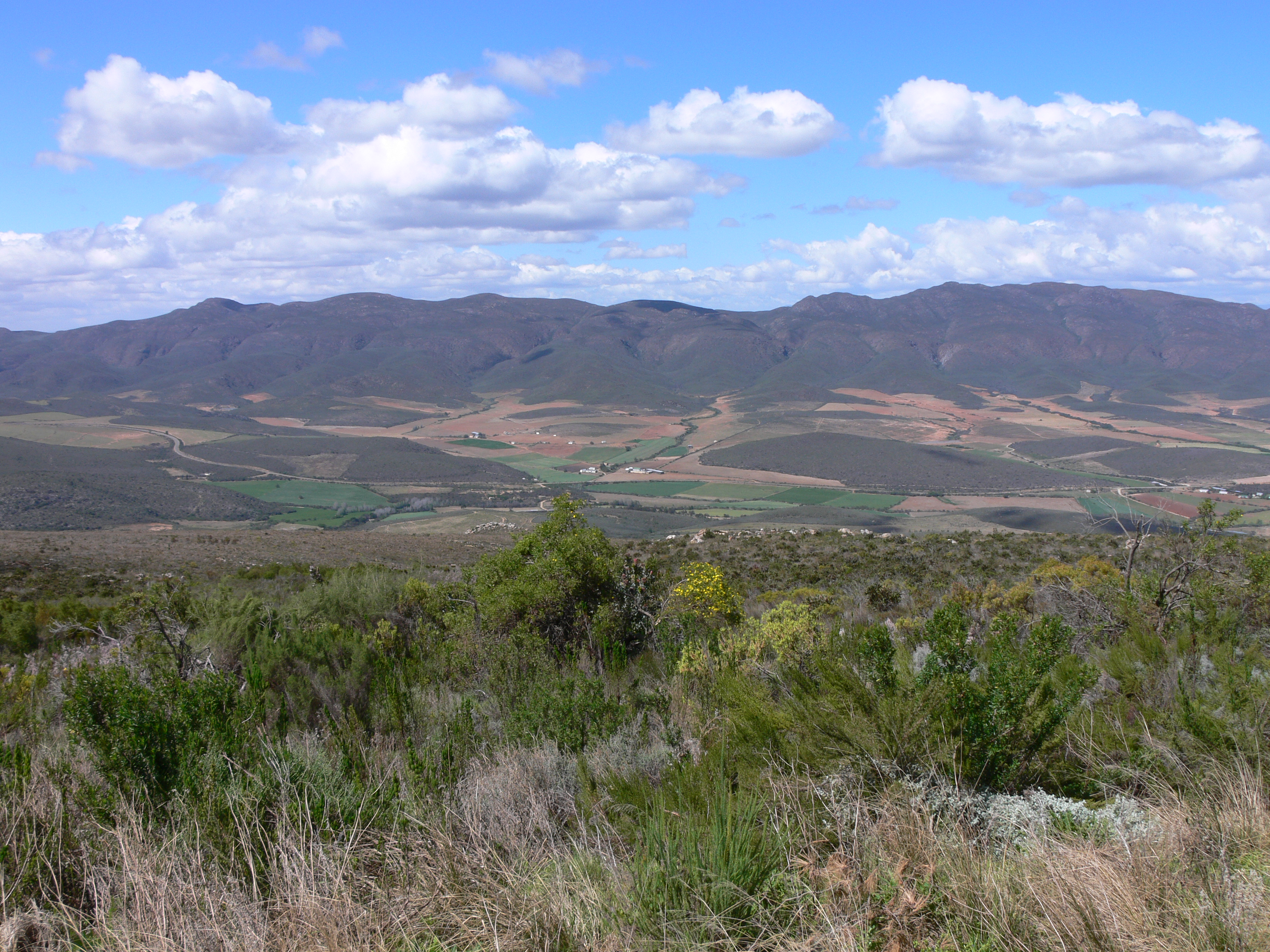
Swartberg Mountains

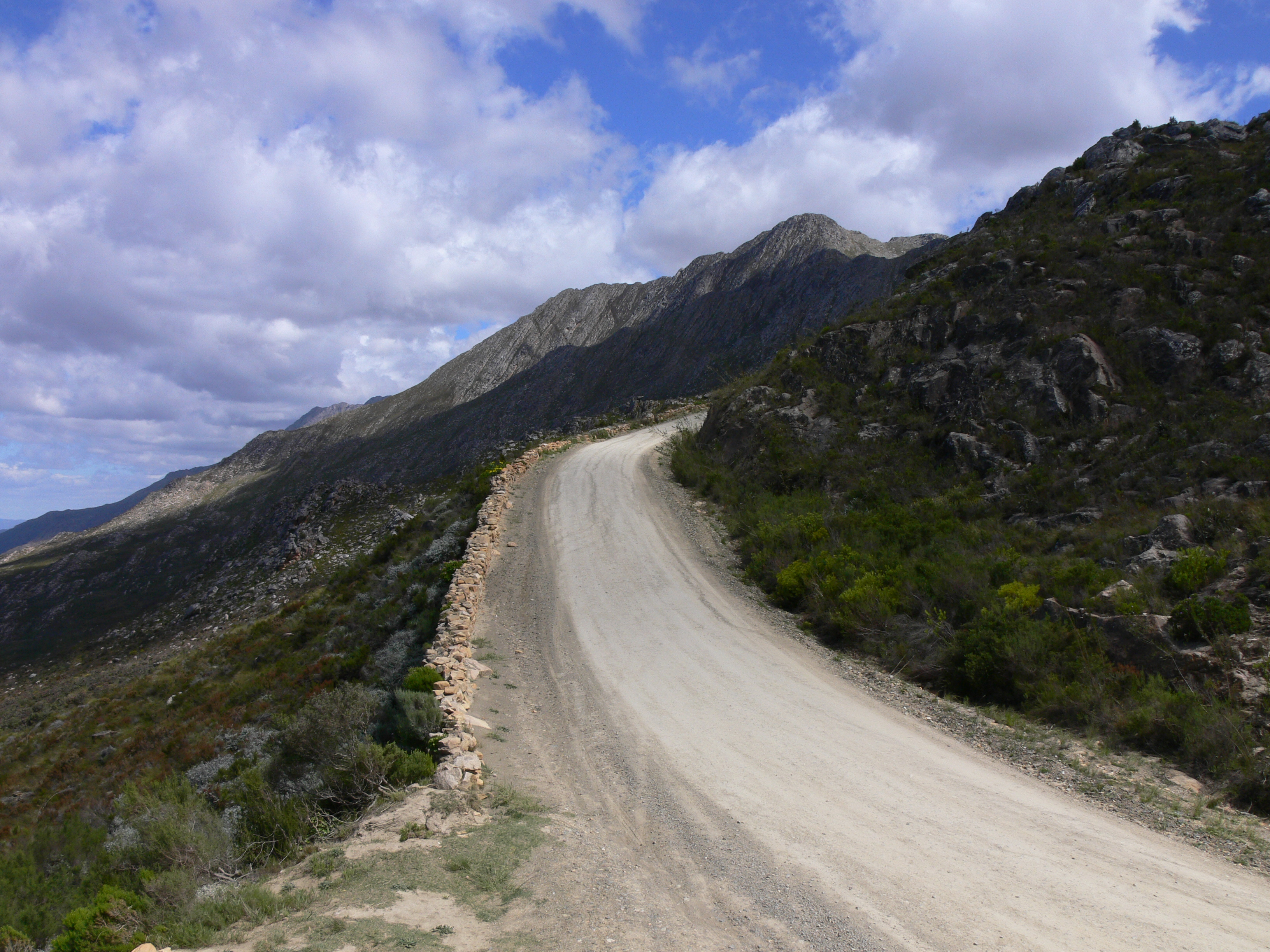

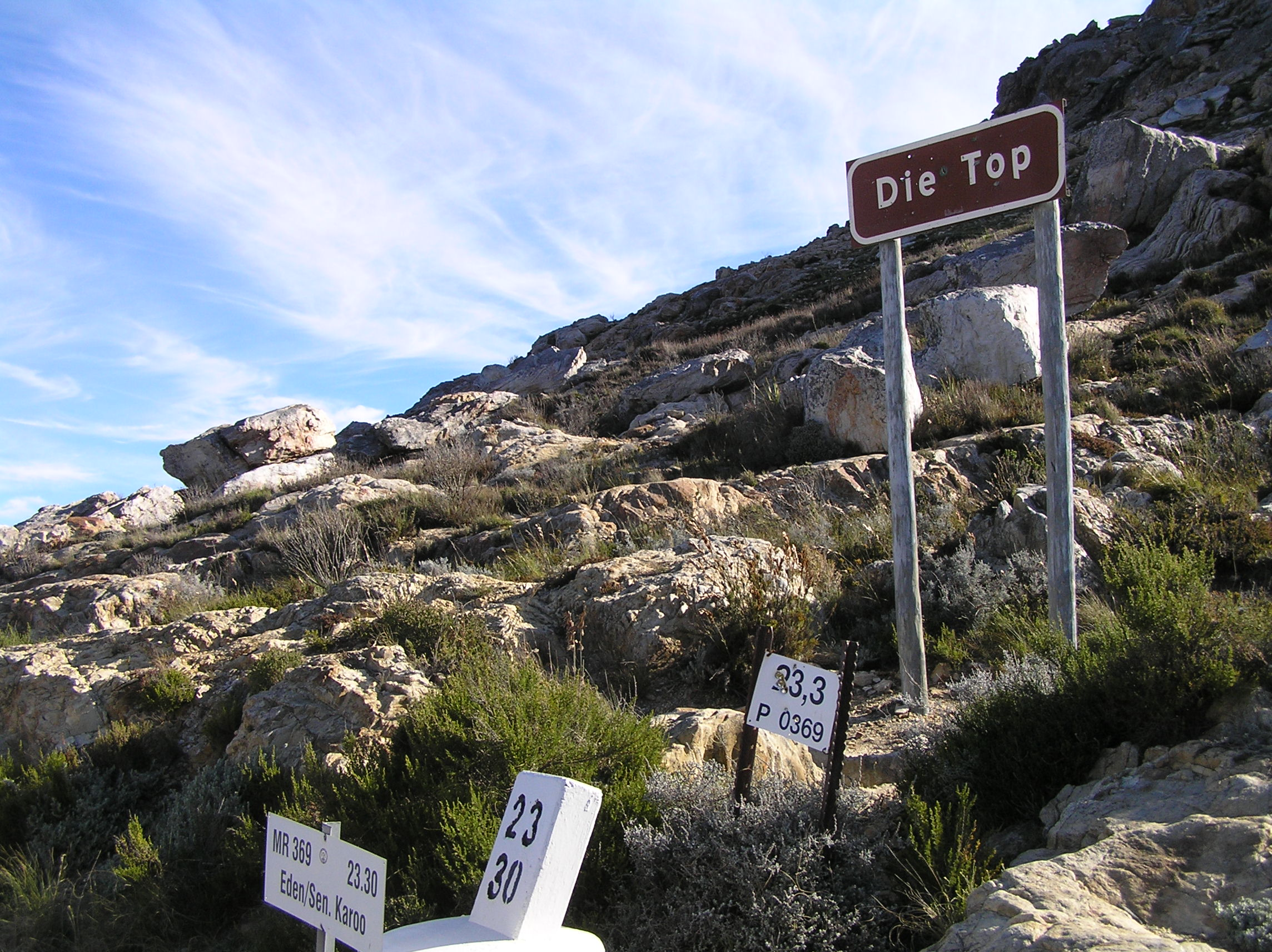

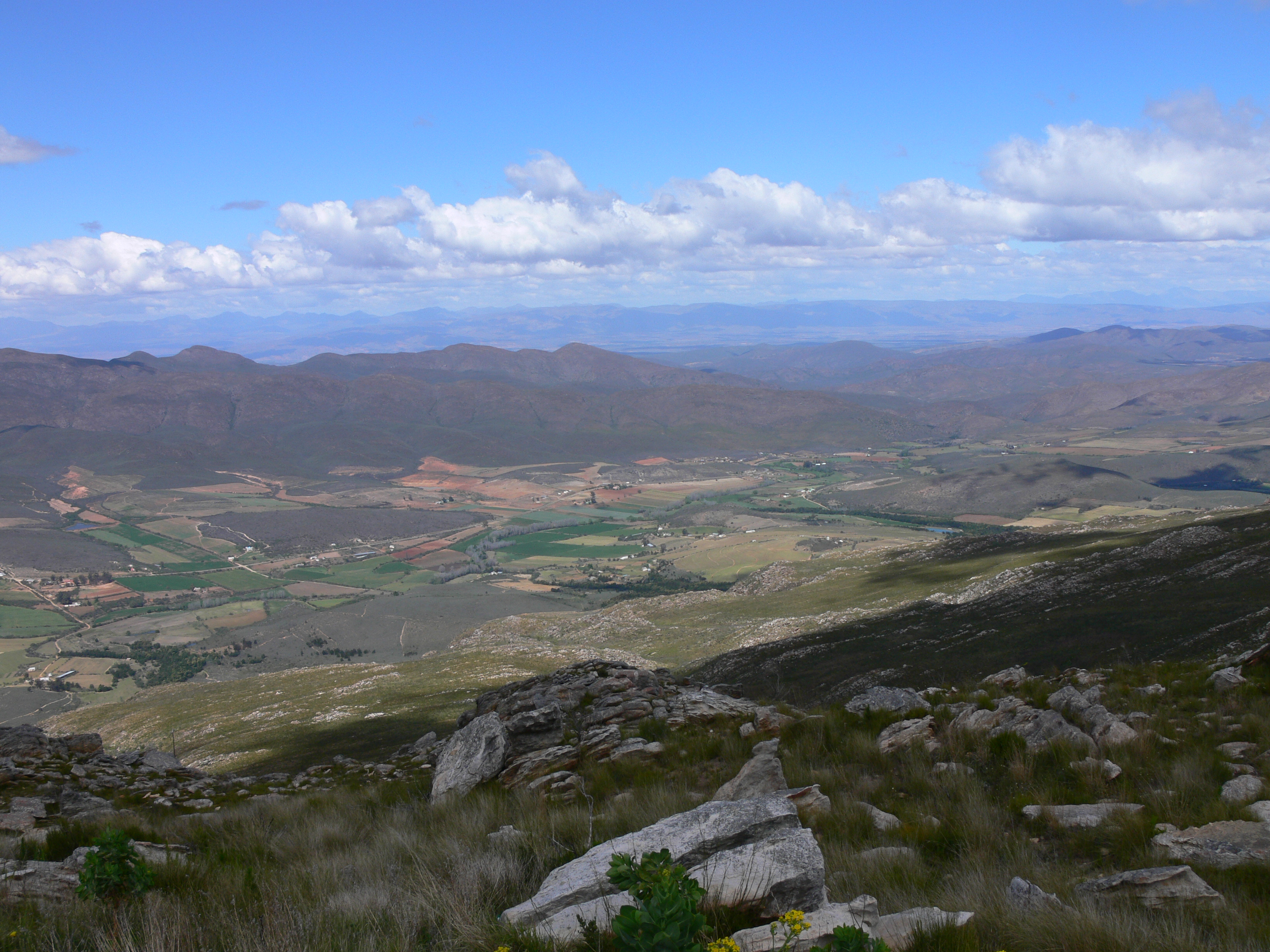

斯瓦特山脈是南非的山脈，位於西開普省，由小斯瓦特山脈和大斯瓦特山脈組成，長230公里、寬70公里， 大部分地區海拔高度超過2,000米，最高點海拔高度2,512米。